# Municipio de Fairview (condado de Jefferson)
El municipio de Fairview (en inglés: Fairview Township) es un municipio ubicado en el condado de Jefferson en el estado estadounidense de Kansas. En el año 2010 tenía una población de 1699 habitantes y una densidad poblacional de 18,83 personas por km².

## Geografía
El municipio de Fairview se encuentra ubicado en las coordenadas 39°10′44″N 95°26′11″O / 39.17889, -95.43639. Según la Oficina del Censo de los Estados Unidos, el municipio tiene una superficie total de 90.21 km², de la cual 69.97 km² corresponden a tierra firme y (22.44%) 20.24 km² es agua.

## Demografía
Según el censo de 2010, había 1699 personas residiendo en el municipio de Fairview. La densidad de población era de 18,83 hab./km². De los 1699 habitantes, el municipio de Fairview estaba compuesto por el 95.06% blancos, el 0.71% eran afroamericanos, el 0.59% eran amerindios, el 0.12% eran asiáticos, el 0.12% eran isleños del Pacífico, el 0.29% eran de otras razas y el 3.12% pertenecían a dos o más razas. Del total de la población el 1.82% eran hispanos o latinos de cualquier raza.